# Malvasia nera di Brindisi
La Malvasia nera di Brindisi è un vitigno a bacca nera d'origine greca e delle isole egee, diffuso oggi nella maggior parte dei paesi mediterranei. 
Il suo vino, chiamato in inglese Malmsey, è dolce con una tinta dorata. In Italia la sua coltivazione è diffusa dal Piemonte alla Puglia. Vinificato opportunamente, può anche dare un vino bianco secco di grande carattere e, affiancato in uvaggio ad altri vitigni, contribuisce ad arrotondare le caratteristiche del vino stemperandone la spigolosità.